# Rocío Vidal i Menacho
Rocío Vidal i Menacho   (Benicàssim, 8 de desembre de 1992) és una youtuber i podcastera valenciana en castellà, coneguda amb el pseudònim de La Gata de Schrödinger amb què fa divulgació científica des d'una perspectiva escèptica i amb un toc d'humor i crítica social, bo i presentant temes per a fomentar el pensament crític i la curiositat del públic, com les pseudociències, les sectes, les creences, i la consciència social i ambiental.

## Obra publicada
- ¡Que le den a la ciencia! Supersticiones, pseudociencias, bulos... Desmontados con pensamineto crítico.  Plan B, 2019. ISBN 9788417809058.
- ¡Eureka! 50 descubrimientos científicos que cambiaron el mundo.  Plan B, 2021. ISBN 9788417809775.[7]